# W. W. Harllee
William Wallace „W. W.“ Harllee (* 29. Juli 1812 im Marion County, South Carolina; † 29. April 1897 in Florence, South Carolina) war ein US-amerikanischer Politiker. Zwischen 1860 und 1862 war er Vizegouverneur des Bundesstaates South Carolina.

## Werdegang
Über die Jugend und Schulausbildung von W. W. Harllee ist nichts überliefert. Er muss Jura studiert haben, weil er später unter anderem Präsident der Anwaltskammer von South Carolina war. Ob er als Rechtsanwalt praktizierte, wird in den Quellen nicht erwähnt, ist aber denkbar. Politisch schloss er sich der Demokratischen Partei an. Er war Abgeordneter im Repräsentantenhaus von South Carolina. Außerdem gehörte er der Staatsmiliz an, in der er bis zum General aufstieg.
1860 wurde Harllee an der Seite von Francis Wilkinson Pickens zum Vizegouverneur von South Carolina gewählt. Dieses Amt bekleidete er zwischen dem 14. Dezember 1860 und dem 17. Dezember 1862. Dabei war er Stellvertreter des Gouverneurs. Wenige Tage nach seinem Amtsantritt gehörte er am 20. Dezember 1860 zu den Unterzeichnern der Austrittserklärung seines Staates aus der Union. Seine Amtszeit als Vizegouverneur war von den Ereignissen des nun folgenden Bürgerkrieges geprägt. Harllee war auch Präsident der Eisenbahngesellschaft Wilmington and Manchester Railroad und Gründer der Stadt Florence, die nach seiner Tochter benannt wurde. Dort ist er am 29. April 1897 auch verstorben.